# Закшево (Кольський повіт)
Закшево (пол. Zakrzewo, нім. Schöngau) — село в Польщі, у гміні Баб'як Кольського повіту Великопольського воєводства.
Населення — 70 осіб (2011).
У 1975-1998 роках село належало до Конінського воєводства.

## Демографія
Демографічна структура станом на 31 березня 2011 року:
|          | Загалом | Допрацездатний вік | Працездатний вік | Постпрацездатний вік |
| -------- | ------- | ------------------ | ---------------- | -------------------- |
| Чоловіки | 32      | 10                 | 20               | 2                    |
| Жінки    | 38      | 11                 | 22               | 5                    |
| Разом    | 70      | 21                 | 42               | 7                    |